# Partidul Socialist al Renașterii Naționale
Partidul Socialist al Renașterii Naționale (PSRN) a fost un partid politic din România, înființat în anul 2001
prin desprinderea de Partidul România Mare (PRM) și condus de Ion Radu, fost viceprimar al Bucureștiului.
În ianuarie 2002, PSRN a absorbit Partidul Pensionarilor.
În mai 2002, o parte din filialele PSRN au fost absorbite de Partidul Democrat (PD).
În iulie 2002, PSRN a fost cooptat la guvernare de prim ministrul Adrian Năstase, președintele Partidului Social Democrat (PSD).
În iulie 2003, PSRN a fost absorbit de  Partidul Social Democrat (PSD).